# Миле Бизев
Миле Димитров Бизев е български революционер, деец на Вътрешната македоно-одринска революционна организация.

## Биография
Роден е в 1878 година в разложкото село Банско, което тогава е в Османската империя. Негов брат е революционерът Цветко Бизев. Завършва протестантското училище в родното си село, а след това заминава за Свободна България и завършва прогимназия в Ловеч. Връща се в Банско и учителства в протестантското училище. В 1896 година се присъединява към ВМОРО и заедно със съселянина си Симеон Молеров разширява комитетската мрежа в Разлога. Заподозрян от властите минава в нелегалност. Участва в аферата „Мис Стоун“ в 1901 година.
По време на Илинденско-Преображенското въстание пренася оръжие от България към Македония.
Умира в Банско в 1906 година.